# Émile Gour
Émile Gour (* 21. April 1893 in L’Assomption/Québec; † 24. September 1970 in Montreal) war ein kanadischer Sänger (Tenor) und Chorleiter.

## Leben und Wirken
Gour studierte von 1915 bis 1922 Klavier und Harmonielehre bei Alphonse Lavallée-Smith und Gesang bei Salvator Issaurel. Er arbeitete zunächst bei der kanadischen Post und trat als Solosänger in den Kirchen St-Louis-de-France, St-Jean-Baptiste und Notre-Dame in Montreal auf. Ab 1940 war er Chorleiter an den Kirchen Notre-Dame-de-Grâce und St-Antonin. In der Stummfilmzeit trat er im Vorprogramm von Filmvorführungen mit Arien und Auszügen aus Opern auf. Mit dem Organisten Joseph Bonnet gab er Konzerte u. a. in Toronto, Guelph und London/Ontario. 
1921 sang er in Montreal den Jesus in Jules Massenets Oratorium Marie-Magdeleine und erwarb sich den Ruf eines „kanadischen Caruso“. 1923 sang er in Worcester/Massachusetts die Titelrolle in Camille Saint-Saëns’ Oper Samson et Dalila, 1928 den König David in Arthur Honeggers Le Roi David. Mit Armand Gauthier, Charles-Émile Brodeur und Hercule Lavoie bildete er das Montreal Quartet, außerdem war er Mitglied in den Quartetten von Issaurel. In New York machte er einige Aufnahmen für das Label Columbia Records.